# Lepidodendron
Lepidodendron Sternb., 1820, literalmente árbol con escamas, es un género extinto de Lycophyta de porte arbóreo conocido a partir de sus restos fósiles de finales del periodo Devónico a principios del Pérmico entre hace 382 y 286 millones de años, cuando fue sustituido por las gimnospermas. Esta planta, que probablemente se desarrollaba en zonas pantanosas o incluso dentro del agua, fue una de las de mayores dimensiones de su tiempo y formaba extensos bosques a juzgar por el amplio registro paleontológico que se conserva, especialmente durante el periodo Carbonífero. 
Morfológicamente sus representantes estaban formados por un gran tronco principal con una amplia copa en su ápice formada por ramificaciones dicótomas, micrófilos y estróbilos y un extenso sistema radicular en su base. La principal característica de los fósiles de Lepidodendron son las impresiones romboidales de las cicatrices que poseía en la superficie de su tronco, ramas y raíces formadas por la caída de las hojas.

## Morfología

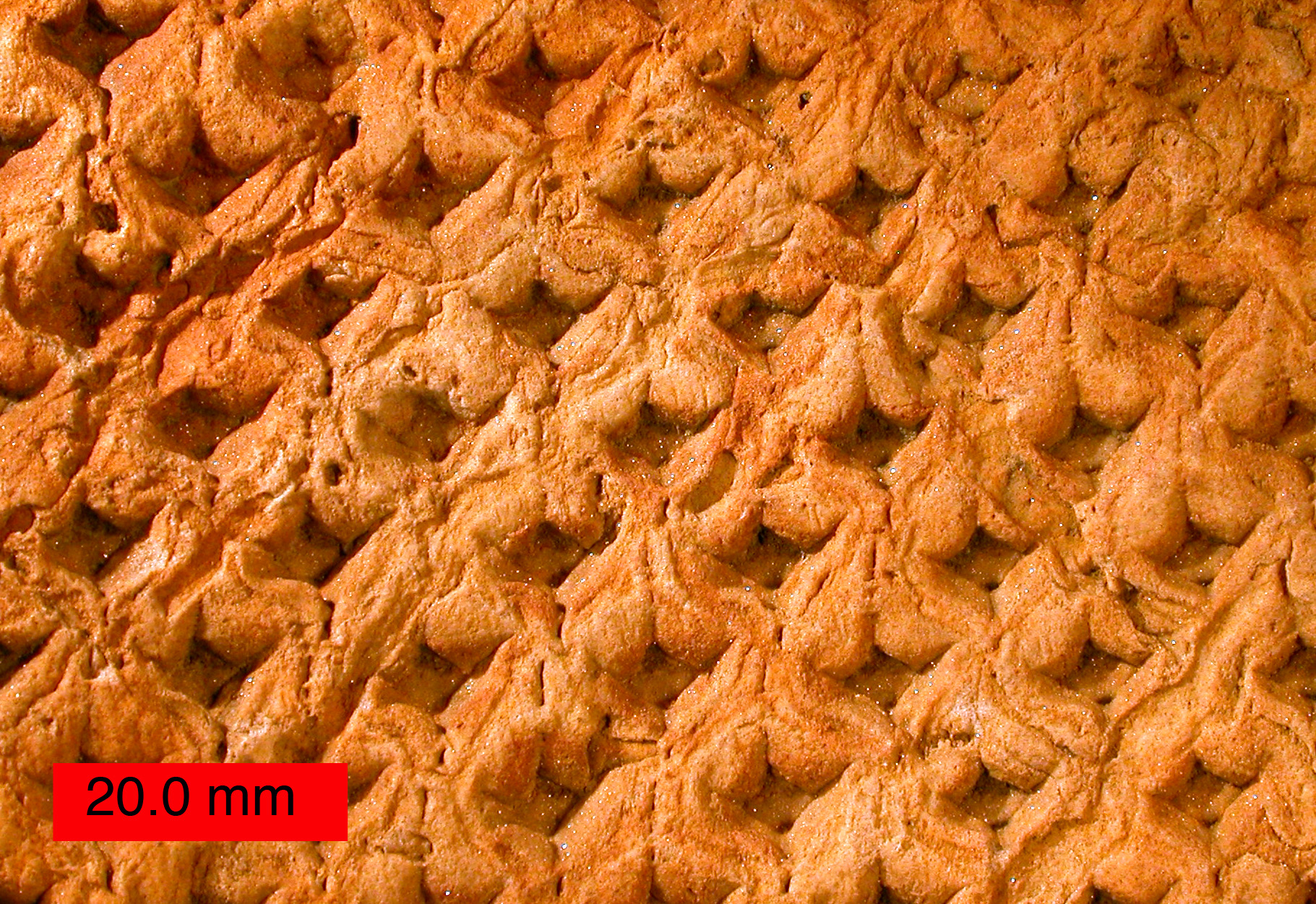
Cicatrices foliares del tronco de Lepidodendron.

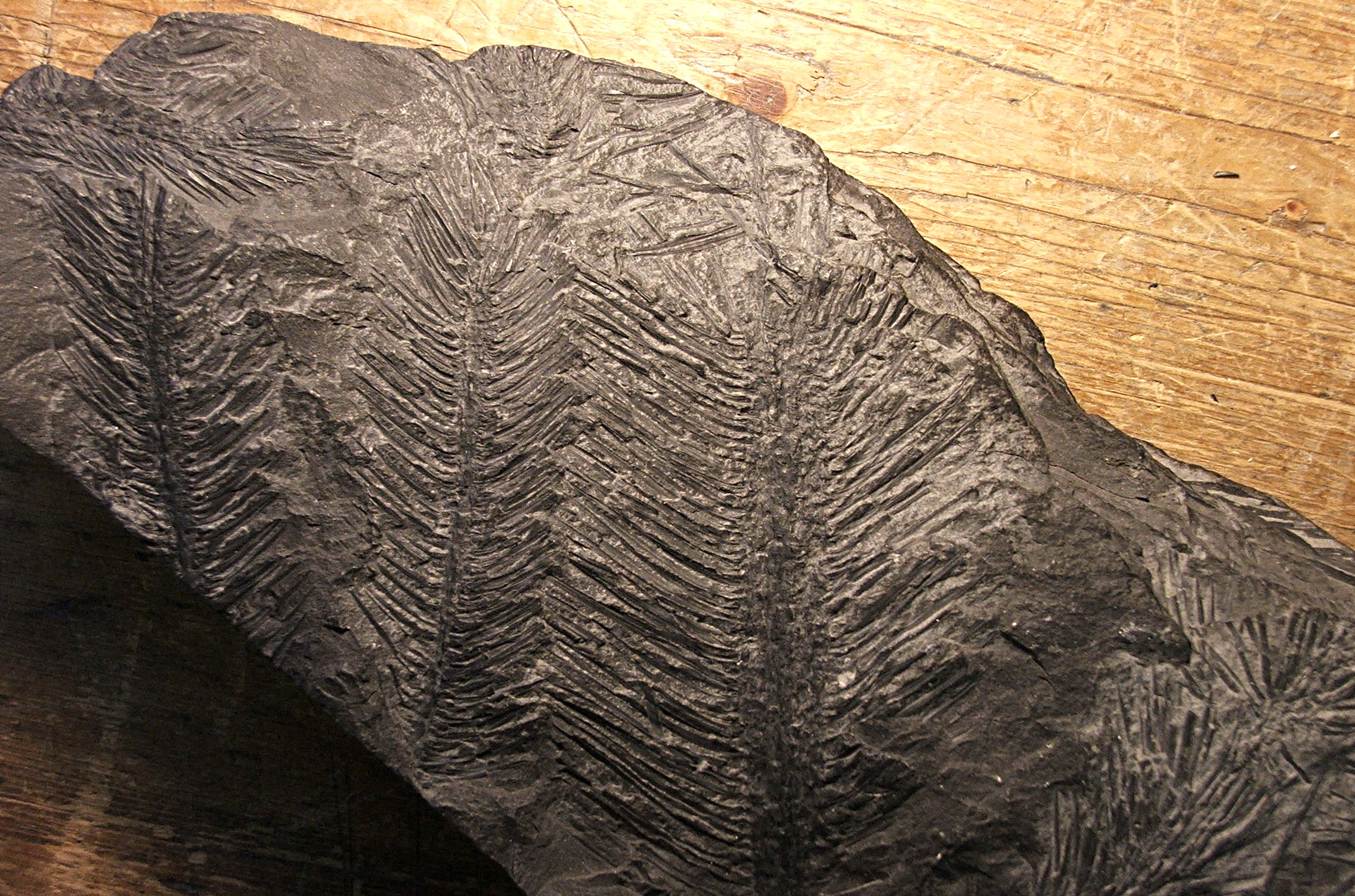
Impresiones de las hojas de Lepidodendron.

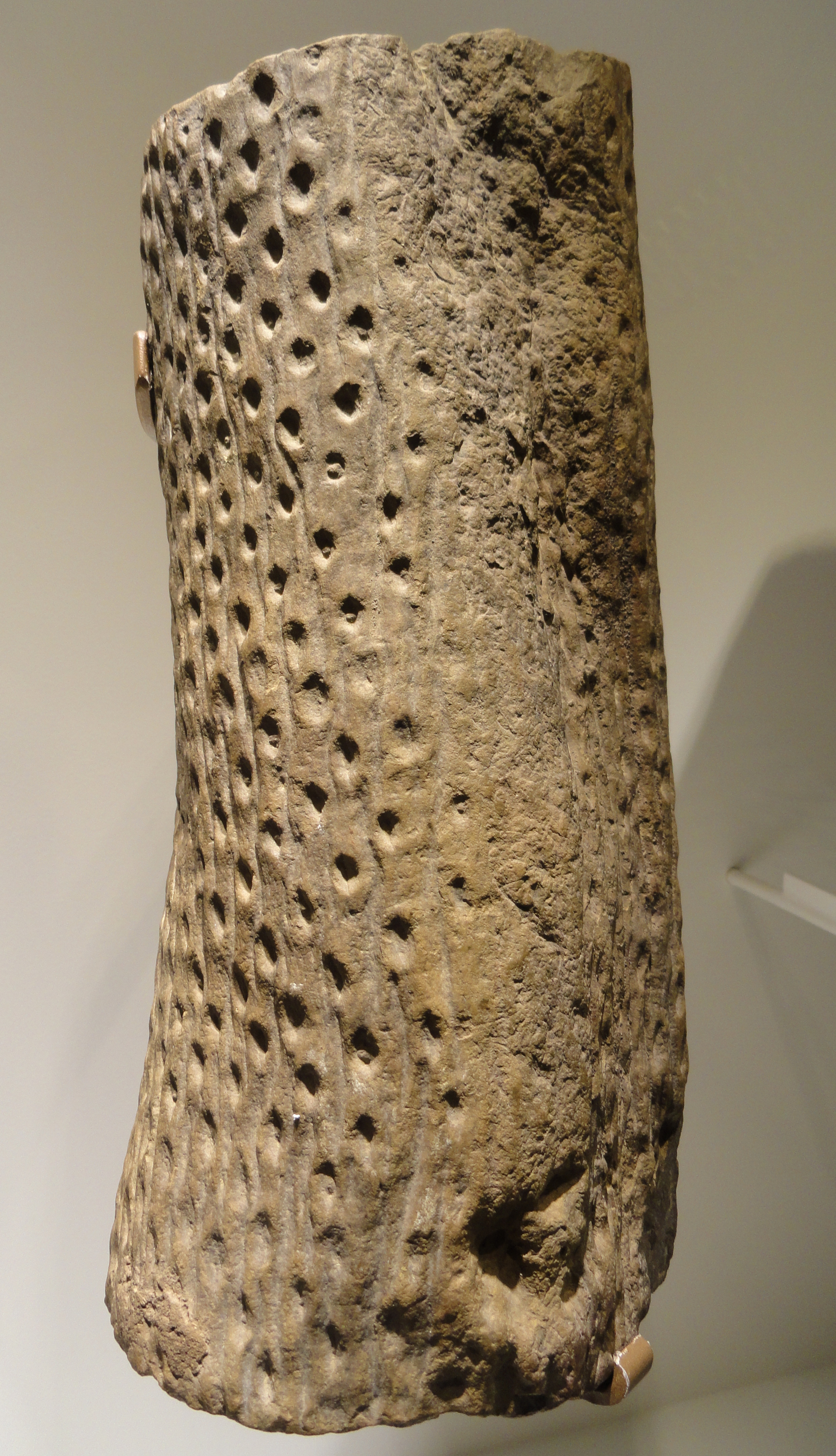
Raíz de Lepidodendron mostrando las cicatrices.

Los restos fósiles de Lepidodendron muestran a un vegetal de porte arbóreo que debió alcanzar más de 35 metros de altura y un diámetro de 2 metros, que son las dimensiones del mayor ejemplar conocido hasta el momento. Esta planta posee un eje principal erecto o fuste que ramifica a partir de cierta altura según la especie. Las ramificaciones dicótomas forman una amplia copa o corona con ejes cada vez más delgados y portadores de hojas lanceoladas y estróbilos. La base del tronco también dicotomizaba varias veces para formar un sistema radicular horizontal portador de estructuras similares a hojas.

Las hojas o micrófilos de Lepidodendron son siempre aciculares a lanceoladas y muy variables en tamaño según la especie llegando a alcanzar las mayores de ellas hasta 1 m de longitud. Estas hojas se encuentran insertadas helicoidalmente en las ramificaciones más jóvenes, poseen una única vena longitudinal y estomas organizados en dos bandas únicamente en el envés. La base de la hoja es decurrente y ligulada, y posee una vaina basal formada por una continuación de la corteza. De este modo las hojas de todas las especies, que eran decíduas, caían dejando una patente y conspícua cicatriz romboide en la corteza tanto del tronco principal como de las ramificaciones, carácter este determinante en la descripción de las distintas especies de Lepidodendrales.
Las cicatrices foliares dejan expuestos los tejidos vasculares del eje a partir de la traza foliar y en las zonas más viejas de los tallos se encuentran siempre muy desdibujadas por el paso del tiempo y por la deformación sufrida tras el engrosamiento de los tallos. Las cicatrices del eje principal siempre son de mayor tamaño que las de las ramificaciones. Aunque se ha supuesto que esta diferencia de tamaño se debe también a una deformación de la corteza posterior a la abscisión de las hojas el hallazgo de individuos juveniles de Lepidodendron con hojas de gran tamaño sugiere que las cicatrices del fuste mantienen sus dimensiones a lo largo de la vida del vegetal.
El sistema radicular está formado por varias raíces de crecimiento horizontal y de gran diámetro que emergen de la base del fuste helicoidalmente. Estas raíces dicotomizaban varias veces. Las dos raíces formadas en primer lugar se dividían rápidamente formando una característica base de cuatro. En la superficie de las raíces de menor tamaño se encuentran estructuras similares a hojas que aumentan la capacidad de unión al sustrato y toma de nutrientes. Los apéndices de las raíces son también decíduos dejando cicatrices en las porciones de raíz más viejas y en la zona basal del fuste.
El crecimiento de estos vegetales es determinado y su reproducción monocárpica, de forma que aproximadamente a los 15 años de edad la planta alcanza su máximo tamaño a partir del cual comienza a formar estructuras reproductivas para luego morir. El cilindro vascular de Lepidodendron posee un cámbium vascular unifacial, que únicamente forma xilema secundario hacia el interior de la estela. El grosor de este xilema secundario, formado por traqueidas escaleriformes, decrece de la base al ápice de la planta, hecho este que indica su desarrollo determinado. La mayor parte del cilindro vascular está formada por un grueso córtex, con células fibrosas y anastomosadas, en su zona exterior. Envolviendo al córtex se encuentra el peridermo, un tejido morfológicamente similar al corcho y con una importante función de sostén.
En el extremo de las ramificaciones más jóvenes y delgadas Lepidodendron produce los esporofilos, las estructuras portadoras de los órganos reproductores, y que por sus dimensiones hacen que las ramas queden péndulas. Estos esporofilos se encuentran agrupados en estróbilos de entre 3 y 30 cm de longitud y alrededor de 6 cm de diámetro. Cada uno de los esporofilos está formado por un pedicelo, que emerge perpendicularmente del eje del estróbilo helicoidalmente o en verticilos, y una lámina terminal o bráctea perpendicular más o menos ancha. En cada uno de los pedicelos se encuentra un megasporangio oval y más ancho que el esporofilo con un corto estípite y lígula, carácter este último característico de los licopodios heterospóreos actuales y fósiles. En el interior del esporangio se encuentra una única megaspora funcional de tipo Cystosporites y tres megasporas abortadas.

## Taxonomía
La mayor parte de las especies conocidas, más de cien, han sido descritas a partir de impresiones de corteza atendiendo a la morfología y dimensiones de las cicatrices foliares. Algunas especies, sin embargo, fueron descritas a partir de impresiones deformadas o degradadas de cicatrices foliares (con los nombres de Ulodendron, Halonia o Aspidiaria), estróbilos (con los nombres de Lepidostrobus, Lepidocarpon y Achlamydocarpon), bases de fustes con sistema radicular (con el nombre de Sigillaria o Stigmaria) o troncos sin corteza (con el nombre de Knorria), estructuras todas ellas muy diferentes entre sí y que en raras ocasiones se encuentran asociadas.
Algunas de sus especies más representativas son estas:
Lepidodendron aculeatum – Lepidodendron acuminatum – Lepidodendron acutangulum – Lepidodendron acutum – Lepidodendron africanum – Lepidodendron anomalum – Lepidodendron aolungpylukense – Lepidodendron arberi – Lepidodendron brevifolium – Lepidodendron canobianum – Lepidodendron carinum – Lepidodendron dichotomum – Lepidodendron emarginatum – Lepidodendron feistmantelii – Lepidodendron galeatum – Lepidodendron gaudryi – Lepidodendron hastatum – Lepidodendron incertum – Lepidodendron lanceolatum – Lepidodendron loricatum – Lepidodendron losseni – Lepidodendron lycopodioides – Lepidodendron mannebachense – Lepidodendron mansfieldense – Lepidodendron nanpiaoense – Lepidodendron ninghsiaense – Lepidodendron obovatum – Lepidodendron oculus-felis – Lepidodendron ophiurus – Lepidodendron ostraviense – Lepidodendron patagonicum – Lepidodendron perforatum – Lepidodendron posthumii – Lepidodendron pyramidensis – Lepidodendron quadrangulare – Lepidodendron rhodeanum – Lepidodendron rhodummense – Lepidodendron rigens – Lepidodendron rimosum – Lepidodendron sahariense – Lepidodendron scutatum – Lepidodendron selaginelloides – Lepidodendron serpentigerum – Lepidodendron serratum – Lepidodendron simile – Lepidodendron spetbergense – Lepidodendron subdichotomum – Lepidodendron subrhombicum – Lepidodendron szeianum – Lepidodendron taichinganense – Lepidodendron tripunctatum – Lepidodendron vasculare – Lepidodendron vasiuchitschevii – Lepidodendron veltheimii – Lepidodendron volkmannianum – Lepidodendron worthenii.